# Atanas Talevski

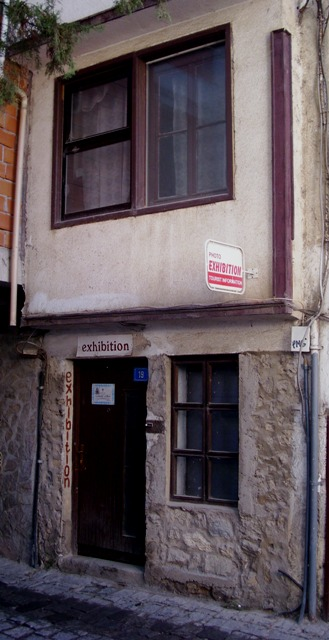
Het huis en galerie van Atanas Talevski in Ohrid

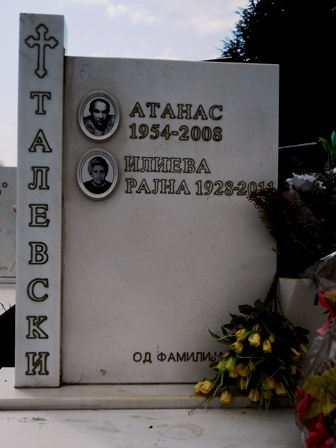
Het graf van Atanas Talevski in Ohrid

Atanas Talevski (Macedonisch: Атанас Талевски) (Veles, 17 december 1954 - Skopje, 27 juni 2008) was een Macedonisch fotograaf.

## Biografie
Talevski woonde het grootste deel van zijn leven in zijn geboortestad, vanaf 1990 woonde hij in Ohrid. Hier in 2001 opende hij een foto galerie waarin hij tentoongestelde foto's uit Macedonië. De galerie werd geplaatst in zijn eigen huis en was in functie tot aan zijn dood.
Van 1992 tot het einde van zijn leven had hij een nauwe samenwerking met de Ohridse schrijver en fotograaf Misjo Juzmeski. 
Talevski woonde en werkte ook in andere landen, onder meer Duitsland, Engeland, Vietnam, Cambodja, India en Mali. In Vietnam werkte hij als straatfotograaf en in Duitsland was hij druivenplukker. Zijn meeste foto's zijn van het plattelandsleven en arme mensen. Dat is de reden waarom hij bekendstaat als de "fotograaf van de gewone mensen".
Kort voor zijn dood had Talevski in maart 2008 een tentoonstelling in Richter Atelier in Den Helder. Dat was eigenlijk zijn laatste reis voor een tentoonstelling in het buitenland.

## Tentoonstellingen
- 1996
  - Skopje (Macedonië): Foto's uit Vietnam
- 1997
  - Morbach (Duitsland): Foto's uit Ohrid
- 1998
  - Skopje (Macedonië): Parallellen - Ohrid en Provence
  - Ohrid (Macedonië): Parallellen - Ohrid en Provence
  - Lurs (Frankrijk): Parallellen - Ohrid en Provence
  - Skopje (Macedonië): Foto's uit Tunesië
  - Ohrid (Macedonië): Foto's uit Tunesië
- 1999
  - Veles (Macedonië): Foto's uit Macedonië
  - Neurenberg (Duitsland): Foto's uit Macedonië
  - Gord (Frankrijk): Foto's uit Macedonië
  - Manosque (Frankrijk): Foto's uit Macedonië
  - Lurs (Frankrijk): Foto's uit Macedonië
  - Skopje (Macedonië): Foto's uit Roemenië
  - Ohrid (Macedonië): Foto's uit Roemenië
- 2000
  - Ohrid (Macedonië): Foto's uit India
  - Skopje (Macedonië): De kloosters - Oost - West
  - Prilep (Macedonië): De kloosters - Oost - West
  - Bitola (Macedonië): De kloosters - Oost - West
  - Sjtip (Macedonië): De kloosters - Oost - West
  - Forcualqier (Frankrijk): Foto's uit Macedonië
  - Lurs (Frankrijk): Foto's uit Macedonië
  - Frankfurt (Duitsland): Foto's uit Macedonië
  - Skopje (Macedonië): Foto's uit Macedonië
- 2001
  - Korce (Albanië): Foto's uit Macedonië
  - Ohrid (Macedonië): Foto's uit Albanië
  - Ohrid (Macedonië): Foto's uit Macedonië (permanente tentoonstelling)
- 2002
  - Ljubljana (Slovenië): Foto's uit Macedonië
  - Gordes (Frankrijk): Foto's uit Macedonië
  - Ohrid (Macedonië): Foto's uit Provence (Frankrijk)
- 2003
  - Skopje (Macedonië): Foto's uit Macedonië
- 2004
  - Ohrid (Macedonië): Foto's uit Vietnam
  - Praag (Tsjechië): Foto's uit Macedonië
  - Elsjani (Macedonië): "Alle kleuren van de wereld"[3]
- 2005
  - Brno (Tsjechië): Foto's uit Macedonië
  - Moskou (Rusland): Foto's uit Macedonië
  - Lausanne (Zwitserland): Foto's uit Macedonië
- 2006
  - Carmel (Californië, Verenigde Staten): Foto's uit Macedonië
  - Gord (Frankrijk): Foto's uit Macedonië
  - Keuru (Finland): Foto's uit Macedonië
  - Belgrado (Servië): Foto's uit Macedonië
- 2007
  - Santa Fe (New Mexico, Verenigde Staten): Foto's uit Macedonië
  - Keuru (Finland): Foto's uit Macedonië
- 2008
  - Santa Fe (Verenigde Staten): Foto's uit Macedonië
  - Den Helder (Nederland): Foto's uit Macedonië
  - Skopje (Macedonië): "Impressies uit Santa Fe" - foto's uit de Verenigde Staten[4]